# Gmina Leśnica
Gmina Leśnica, tiếng Đức Gemeinde Leschnitz là một gmina thành thị - nông thôn (quận hành chính) ở hạt Strzelce, Opole Voivodeship, ở Upper Silesia ở Ba Lan. Khu vực hành chính của nó là thị trấn Leśnica (Leschnitz), nằm cách Strzelce Opolskie khoảng 11 kilômét (7 mi) về phía tây nam và cách thủ phủ khu vực Opole 32 km (20 mi) về phía đông nam.
Gmina có diện tích 94,63 kilômét vuông (36,5 dặm vuông Anh), và tính đến năm 2006, tổng dân số của nó là 8.757 người (trong đó dân số Leśnica lên tới 2.945 người và dân số của vùng nông thôn của gmina là 5,812 người). Từ năm 2006, xã, giống như phần lớn diện tích, đã được sử dụng song ngữ bằng tiếng Đức và tiếng Ba Lan, một dân số Đức đáng kể còn lại vẫn sống trong khu vực sau khi Silesia được trao cho Ba Lan.
Gmina có một phần của khu vực được bảo vệ có tên là Công viên cảnh quan Góra Śówiętej Anny.

## Khu vực hành chính
Xã chứa các thị trấn và làng như:
- Leśnica / Leschnitz
- Czarnocin / Scharnosin
- Dolna / Dollna
- Góra Świętej Anny / Sankt Annaberg
- Granica
- Kadłubiec / Kadlubietz
- Krasnoyowa / Krassowa
- Kurzawka / Kuschofka
- Łąki Kozielskie / Lenkau
- Địa y / Địa y
- Popice
- Poręba / poremba
- Raszowa / Raschowa
- Wysoka / Wyssoka
- Zalesie Śląskie / Salesche

## Các huyện lân cận
Gmina Leśnica giáp thị trấn Kędzierzyn-Koźle và các xã Strzelce Opolskie, Ujazd / Ujest và Zdzieszowice.

## Hình ảnh

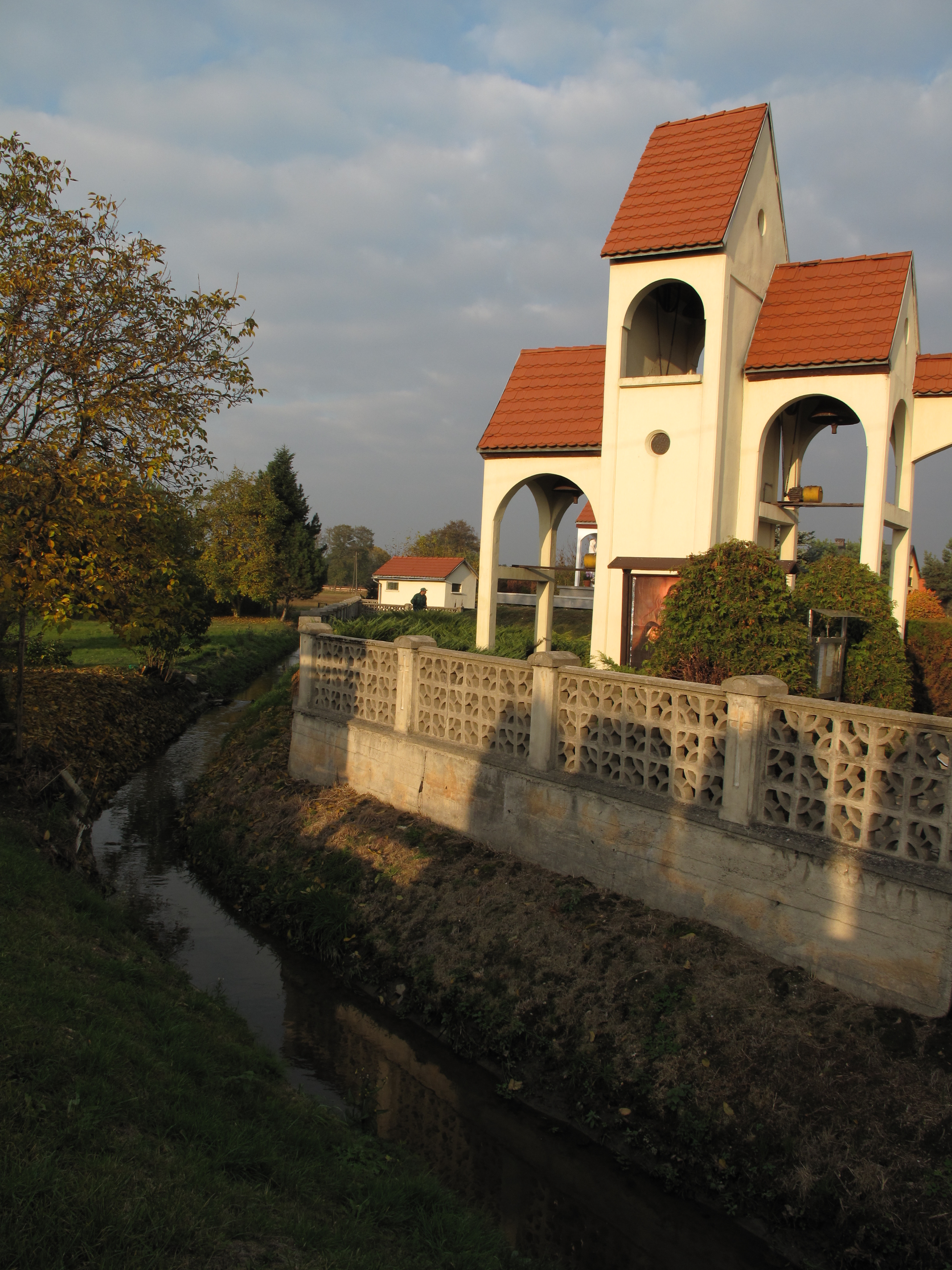
Tháp chuông ở Łąki Kozielskie
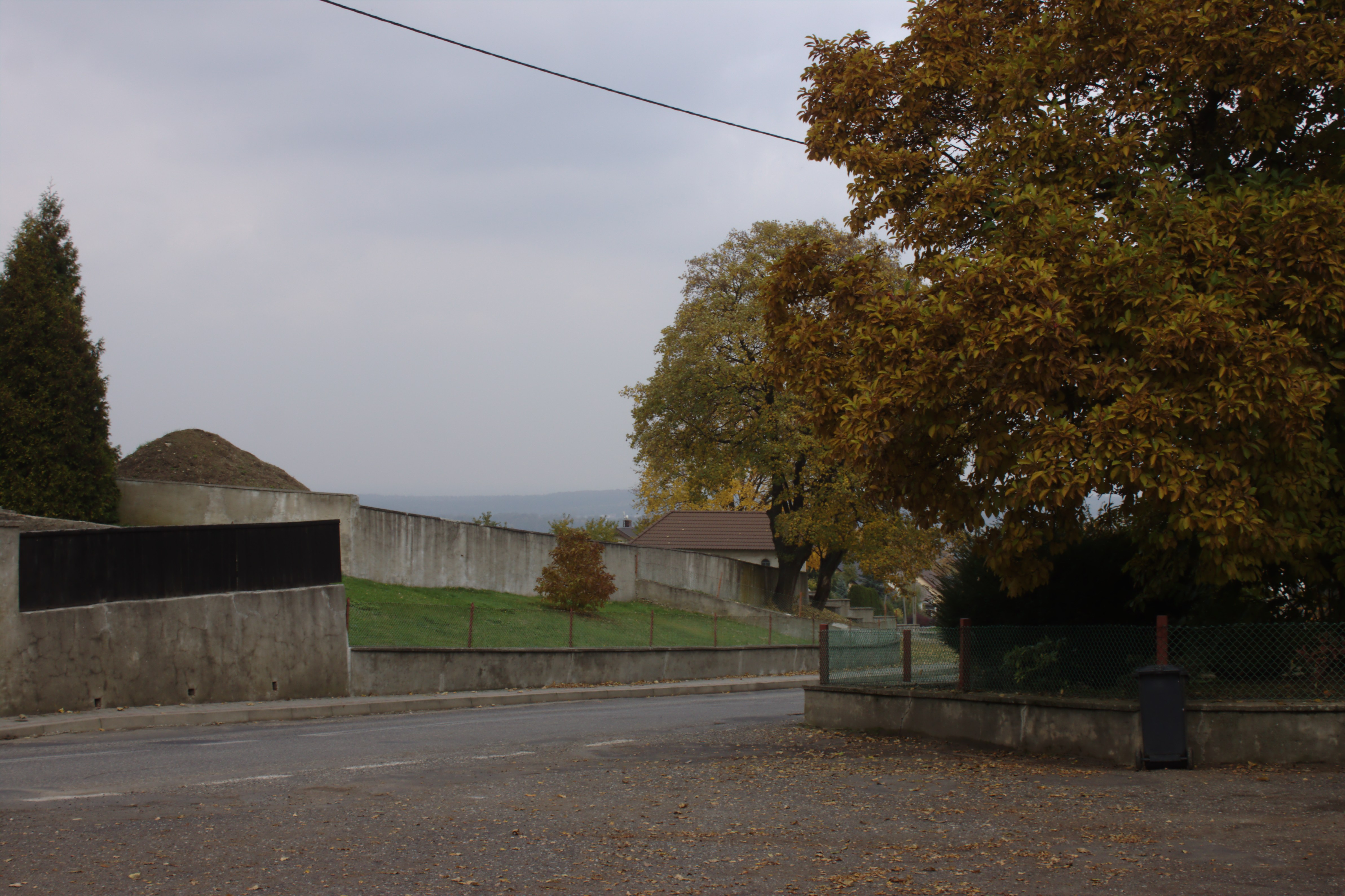
Cây ở Wysoka
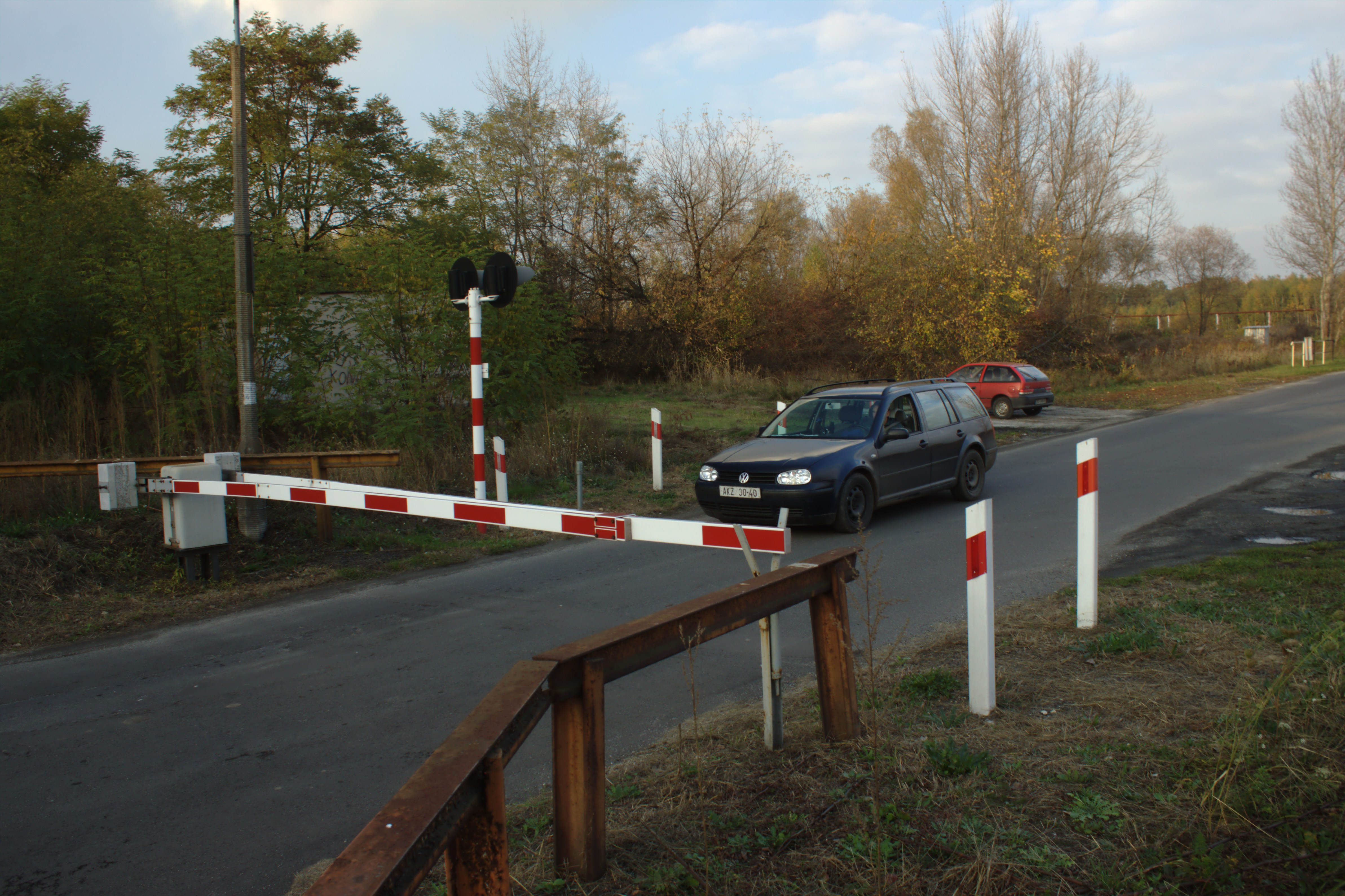
Băng qua đường sắt